# Danilo Montero Campos
Danilo Montero Campos (San José, 21 de julio de 1937-22 de junio de 2024) fue un futbolista costarricense.

## Trayectoria
Inició su carrera en 1947 en las ligas menores de la Unión Deportiva de Moravia. De 1950 a 1959 militó en el Club Sport Herediano, equipo con el que hizo su debut en la Primera División de Costa Rica el 13 de junio de 1954 en un encuentro ante el Orión FC. En su primera etapa con los florenses se proclamaría campeón del torneo de 1955. En 1959 se vincularía al Audax Italiano de la Primera División de Chile, y posteriormente al Sevilla Fútbol Club en España en 1961. Regresaría al Club Sport Herediano ese mismo año donde obtendría el título de campeón del campeonato de 1961, mismo año en que se retira del fútbol profesional. De 1962 a 1966 participa en el fútbol amateur de los Estados Unidos como jugador del Deportivo Costa Rica y del Saint Stevens.
A nivel de selecciones nacionales disputó en 16 juegos internacionales de clase A, en los cuales anotó tres goles. Fue campeón Campeonato Centroamericano de 1955 y miembro del célebre grupo de los Chaparritos de Oro, que ocupó el tercer lugar en el Campeonato Panamericano de Fútbol en 1956.
Su máxima distinción individual es su incorporación a la Galería Costarricense del Deporte en 1991.

## Clubes
| Club           | País       | Año       |
| -------------- | ---------- | --------- |
| C.S Herediano  | Costa Rica | 1950-1959 |
| Audax Italiano | Chile      | 1959-1960 |
| C.S Herediano  | Costa Rica | 1961      |
| Sevilla F.C    | España     | 1961      |

## Palmarés

### Títulos nacionales
| Título                         | Club          | País       | Año  |
| ------------------------------ | ------------- | ---------- | ---- |
| Torneo de Copa de Costa Rica   | C.S Herediano | Costa Rica | 1954 |
| Primera División de Costa Rica | C.S Herediano | Costa Rica | 1955 |
| Torneo de Copa de Costa Rica   | C.S Herediano | Costa Rica | 1955 |
| Torneo de Copa de Costa Rica   | C.S Herediano | Costa Rica | 1956 |
| Primera División de Costa Rica | C.S Herediano | Costa Rica | 1961 |

### Títulos internacionales
| Título                     | Equipo     | País       | Año  |
| -------------------------- | ---------- | ---------- | ---- |
| Campeonato Centroamericano | Costa Rica | Costa Rica | 1953 |
| Campeonato Centroamericano | Costa Rica | Honduras   | 1955 |